# الشاهنامه الطهماسبية

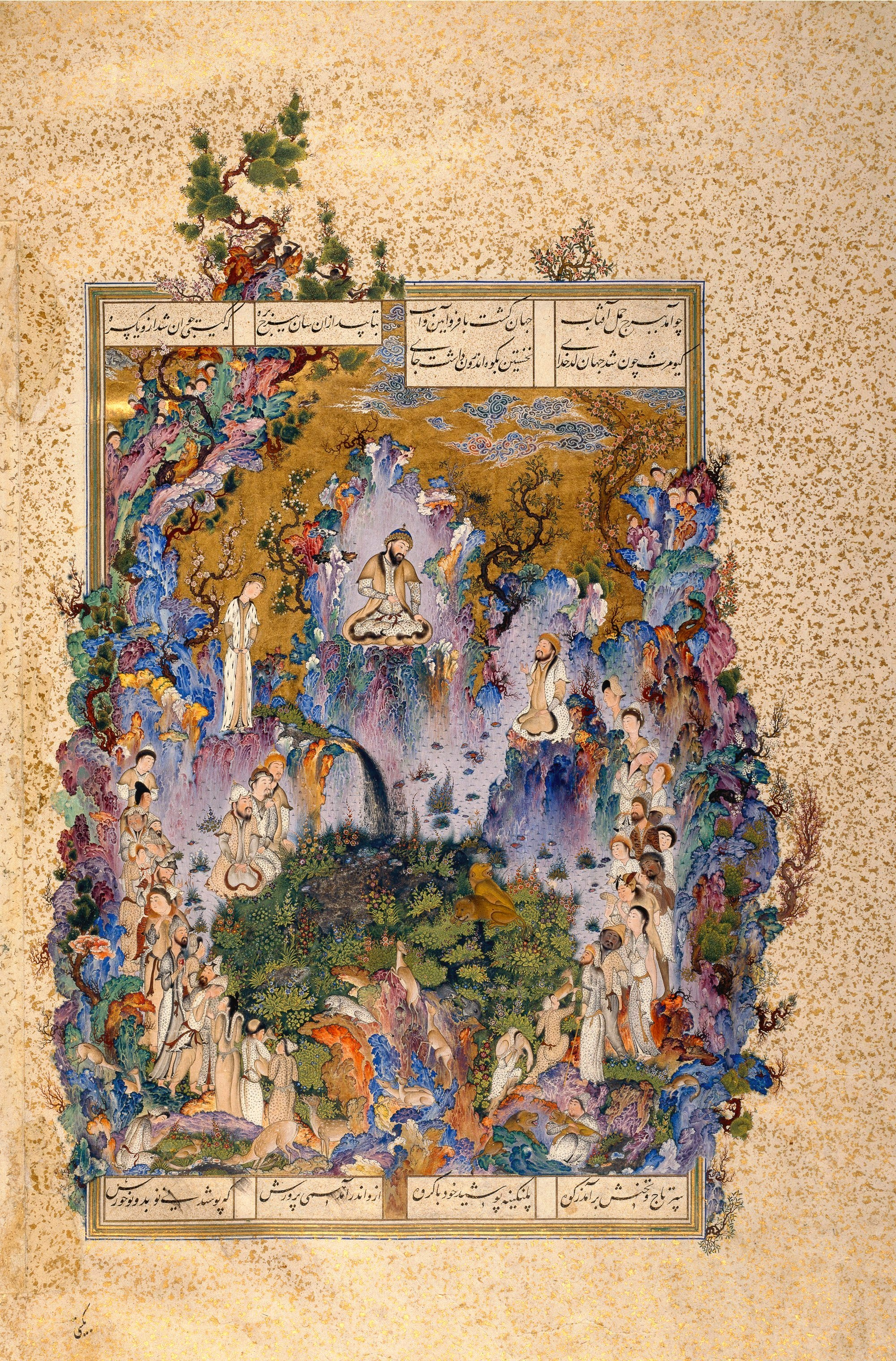
بلاط كيومرث

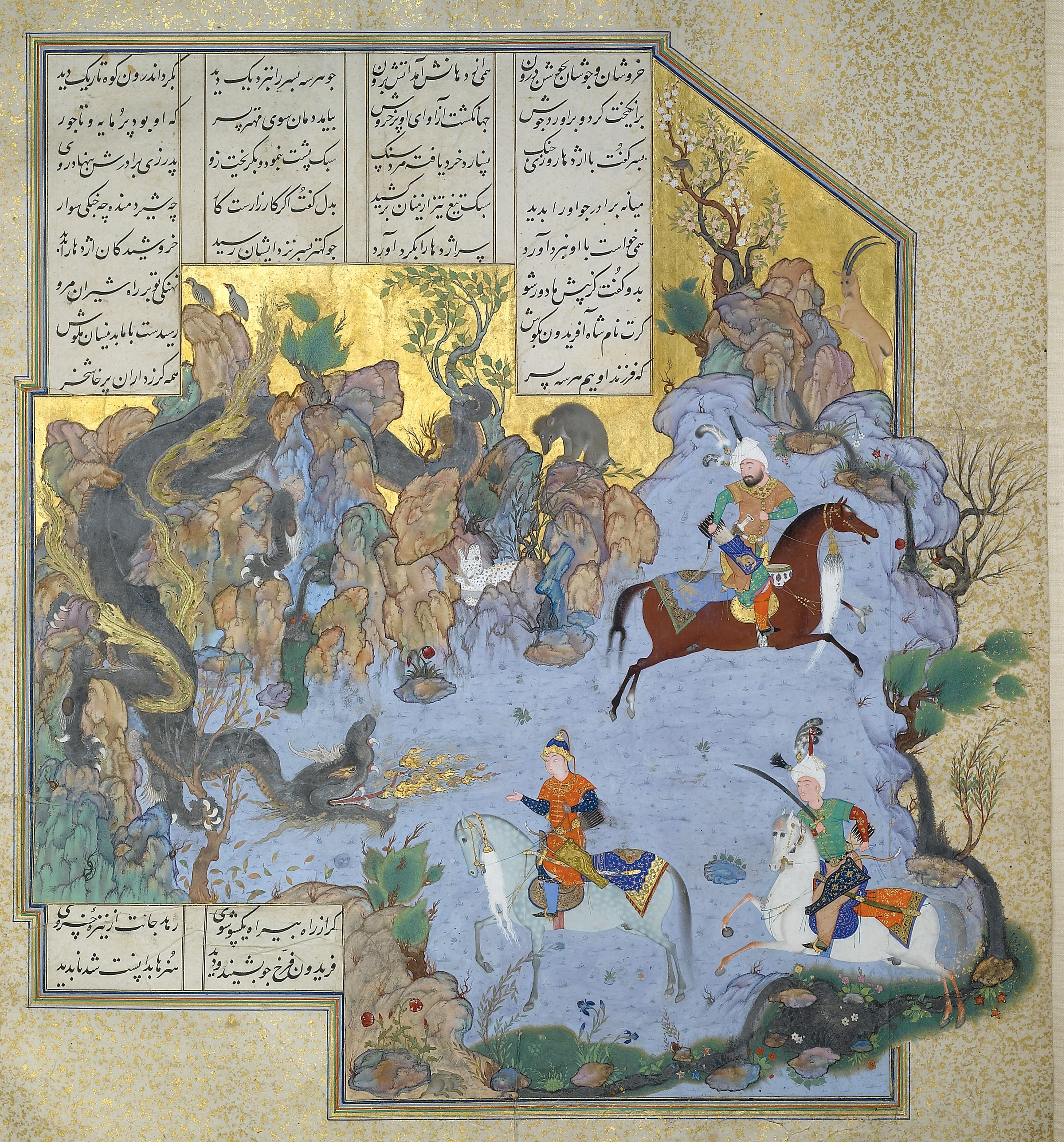
يُنسب إلى آقا ميراك، فريدون متنكر في هيئة تنين يختبر أبنائه

شاهنامه الشاه طهماسب (بالفارسية: شاهنامه شاه‌طهماسب) أو الشاهنامه الطهماسبية هي واحدة من أشهر المخطوطات المصورة للشاهنامه، الملحمة الوطنية لإيران الكبرى، ونقطة عالية في فن المنمنمات الفارسية. من المحتمل أن تكون هذه المخطوطة هي الأكثر توضيحًا للنص على الإطلاق. عند إنشائها، احتوت المخطوطة على 759 صفحة، 258 منها كانت مصغرة. تم رسم هذه المنمنمات يدويًا بواسطة فناني الورشة الملكية في تبريز في عهد الشاه إسماعيل الأول والشاه طهماسب الأول. وعند اكتمالها، تم إهداء الشاهنامه إلى السلطان العثماني سليم الثاني في عام 1568. حجم الصفحة حوالي 48×32 سم، والنص مكتوب بخط النستعليق من أعلى مستويات الجودة. تم تقسيم المخطوطة في سبعينيات القرن العشرين، وتوجد صفحاتها الآن في عدد من المجموعات المختلفة حول العالم.